# Запольский сельсовет (Оршанский район)
Запольский сельсовет — упразднённая административная единица на территории Оршанского района Витебской области Республики Беларусь.

## Состав
Запольский сельсовет включал 12 населённых пунктов:
- Бояковщина
- Глинище
- Грязино
- Заполье
- Зоськово
- Измайлово
- Лаги
- Молотынь
- Озерок
- Рубашино
- Смоляны
- Ферма